# Sowjetische Annexion der Karpatenukraine

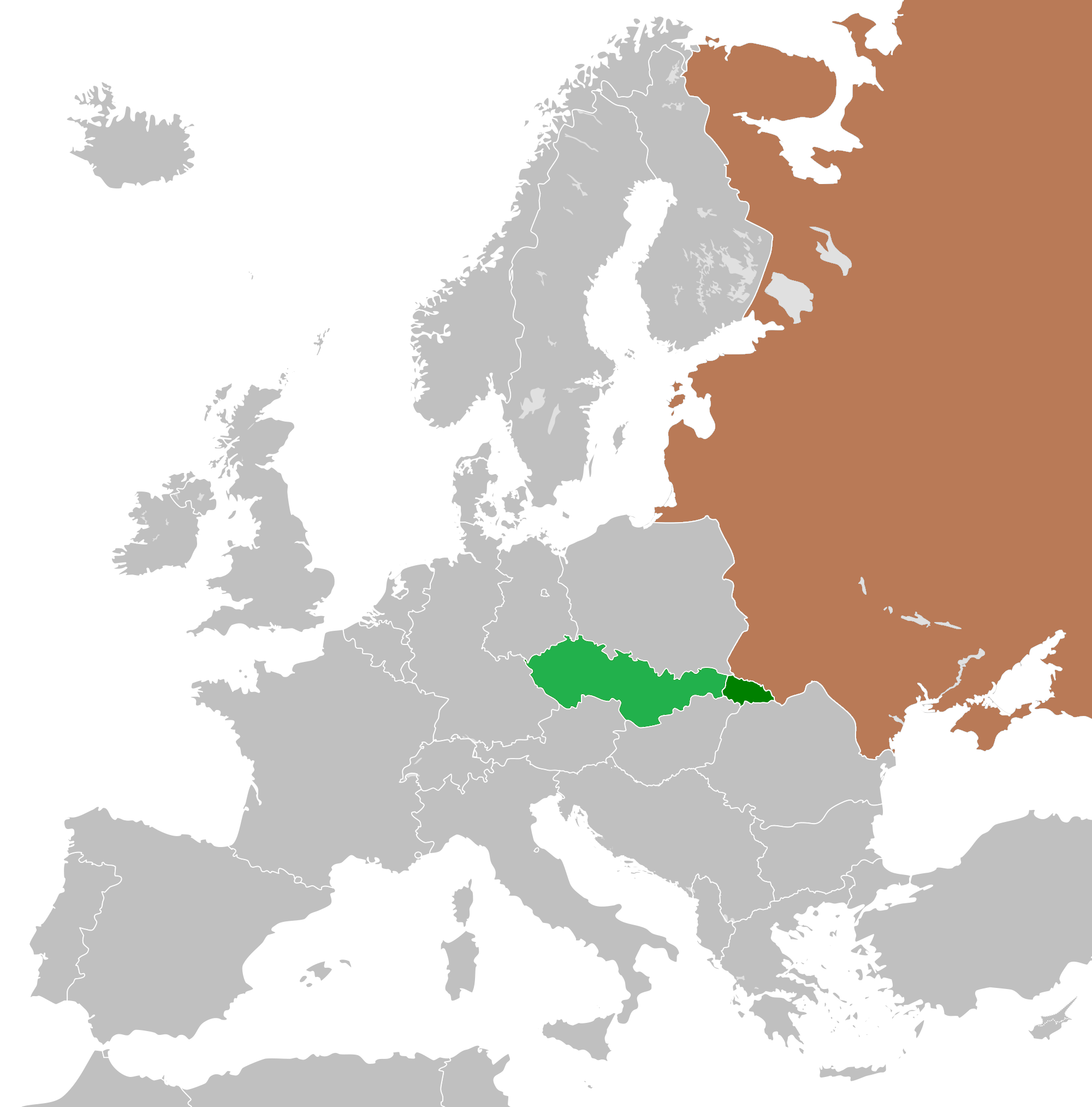
Lage der Karpatenukraine zwischen der Tschechoslowakei und der Sowjetunion
Karpatenukraine
Tschechoslowakei
Sowjetunion

Die sowjetische Annexion der Karpatenukraine (tschechisch Sovětský zábor Podkarpatské Rusi) war die erzwungene Abtretung der zur Tschechoslowakei gehörenden Karpatenukraine an die Sowjetunion im Zeitraum 1945/1946.

## Vorgeschichte

### Zwischen Tschechoslowakei und Ungarn
Die Bevölkerung der als „Karpatenukraine“ bezeichneten bergigen, ökonomisch unterentwickelten Region bestand zu Beginn des 20. Jahrhunderts überwiegend aus Ruthenen und Ungarn. Sie war eines der Länder der ungarischen Krone, bevor sie nach dem Zerfall der Habsburgermonarchie infolge des Ersten Weltkriegs im Zuge von Trianon und Sèvres der neu gegründeten Tschechoslowakei zugeschlagen wurde. Die im Vertrag von Saint-Germain auch formal vereinbarte Autonomie der Karpatenukraine wurde aber von der tschechoslowakischen Regierung nicht voll anerkannt. Als die Tschechoslowakei in der Sudetenkrise unter den Druck des Deutschen Reiches geriet, nutzten Nationalisten aller Richtungen die Gelegenheit und versuchten seit Frühjahr 1938, für die Karpatenukraine innerhalb der ČSR volle Autonomie durchzusetzen. Etwa einen Monat nach dem Münchner Abkommen vom September 1938 wurde eine autonome Regierung unter Awgustyn Woloschyn gebildet. Am 2. November 1938 wurde der Anschluss an die Tschechoslowakei im Ersten Wiener Schiedsspruch weitgehend zurückgenommen. In der Auseinandersetzung der verschiedenen ethnischen Gruppen setzten sich nun in der Karpatenukraine die „Ukrainophilen“ durch, die zunehmend die Option eines Anschlusses an eine unabhängige Ukraine befürworteten.
Alle politischen Parteien bis auf die Ukrajinské národní sjednocení wurden verboten. Am 14. März 1939 verkündete Jozef Tiso die Unabhängigkeit der Slowakei. Die Karpatenukraine erklärte sich ebenfalls für unabhängig. Die ungarische Teleki-Regierung und Horthy wurden von Hitler am 12. März dahingehend instruiert, sie hätten 24 Stunden Zeit, die ruthenische Frage zu lösen. Ungarn reagierte umgehend mit der militärischen Besetzung der ganzen Karpatenukraine. Zuvor schon hatte Ungarn einige ungarisch besiedelte Gebiete in der Südslowakei und der Karpatenukraine gefordert und erhalten. Ungarn gewann damit in der Karpatenukraine ein Gebiet mit 552.000 Einwohnern, von denen sich 70,6 % zur ukrainischen, 12,5 % zur magyarischen Nationalität und 12 % als Karpatendeutsche bekannten. In der Slowakei kamen 70.000 ruthenische und slowakische Bewohner hinzu.
Ungarn musste im Waffenstillstandsabkommen, das am 20. Januar 1945 in Moskau unterzeichnet wurde, auf die in den Wiener Schiedssprüchen gewonnenen Gebiete verzichten. Der Verzicht wurde auf der Pariser Friedenskonferenz 1946 nochmals bestätigt und im Friedensvertrag von 1947 festgehalten. Damit gehörte die Karpatenukraine nicht mehr zu Ungarn, sondern auch völkerrechtlich zur Sowjetunion.

### Weg zur Ukraine
Die Londoner Exilregierung unter Edvard Beneš verhandelte mit der Sowjetunion, mit der sie seit 1943 verbündet war, in Moskau über die Wiederherstellung des Staates Tschechoslowakei. Am 8. Mai 1944 unterzeichneten Beneš und der sowjetische Diktator Josef Stalin einen Bündnisvertrag, der garantierte, dass das Gebiet der Tschechoslowakei durch die sowjetische Armee befreit und wieder unter tschechoslowakische zivile Kontrolle gestellt werden würde. Die Karpatenukraine wurde unter der Wahrung dieses Status wieder an die Tschechoslowakei angegliedert. Im Oktober 1944 wurde der Landesteil von der Roten Armee befreit und durch die Sowjetunion besetzt. Eine tschechoslowakische Delegation unter der Führung von František Němec wurde in das Gebiet geschickt. Ihre Aufgabe war es, die Bevölkerung zu mobilisieren, um daraus eine neue tschechoslowakische Armee zu bilden. Ferner musste die Delegation die Unterstützung der Bevölkerung gewinnen, weiterhin bei der Tschechoslowakei zu bleiben, denn die Loyalität der Karpatenukraine zu einem neuen tschechoslowakischen Staat war infolge des Zweiten Weltkriegs schwach. Im April 1944 wurden alle ehemaligen Kollaborateure von der politischen Ebene ausgeschlossen. Zu den Kollaborateuren wurden Magyaren, Deutsche und diejenigen Ruthenen gezählt, die Anhänger der Partei von István Fencik waren (die mit den Magyaren zusammengearbeitet hatte). Dies betraf etwa ein Drittel der Bevölkerung. Ein weiteres Drittel waren Kommunisten, sodass nur ein Drittel der ukrainischen Bevölkerung vermutlich mit der Tschechoslowakischen Republik sympathisierte.
Nach der Ankunft in der Karpato-Ukraine verkündete die tschechoslowakische Delegation in ihrem Hauptsitz in Chust am 30. Oktober die geplante Mobilisierung. Die Rote Armee verhinderte die Verbreitung dieser Nachricht und begann stattdessen, die Unterstützung der Bevölkerung zu sammeln. Proteste von Beneš’ Regierung wurden ignoriert. Die sowjetischen Aktivitäten führten dazu, dass die Bevölkerung zu 73 % für eine Annexion war.
Die tschechoslowakische Delegation wurde angeblich auch beim Aufbau der Beziehungen zur ukrainischen Minderheit gehindert, was die Enttäuschung der Bevölkerung bewirkte.

## Die Abtretung
Am 26. November 1944 fand die erste, von Vertretern der Kommunistischen Partei der Karpatenukraine organisierte, Sitzung des neu gewählten Volkskomitees in Mukatschewo statt. Es proklamierte den Austritt aus der Tschechoslowakei und die „Vereinigung mit ihrer großen Mutter, der Sowjetukraine.“ Die tschechoslowakische Delegation wurde gebeten, das Gebiet zu verlassen.
Die Verhandlungen zwischen der tschechoslowakischen Regierung und der Sowjetregierung waren dennoch nicht abgeschlossen. Während die konservativen tschechoslowakischen Parteien gegen eine Abtretung stimmten, förderte die KSČ eine Abtretung der Karpatenukraine. Ende 1945 bestätigte auch Beneš die Abtretung. Mit der Sowjetunion wurde vereinbart, die Annexion auf 1946 zu verschieben; die Abtretung an die Sowjetunion wurde am 29. Juni 1945 in Moskau vertraglich geregelt, am 30. Januar 1946 trat das Übereinkommen in Kraft. Den in der Karpatenukraine lebenden Tschechoslowaken und Ukrainern wurde die Wahl zwischen der tschechoslowakischen und der sowjetischen Staatsbürgerschaft eingeräumt.

## Folgen
Von der Annexion bekam ein Großteil der tschechoslowakischen Bevölkerung nichts mit. Über 120.000 Menschen wanderten aus dem ehemaligen Landesteil aus. Von den 15.800 ruthenischen Juden wanderten 8.000 aus. Durch die Abtretung verlor die Tschechoslowakei 12.777 km² ihres Staatsgebietes und rund 450.000 Einwohner.